# Frankrijk op de Olympische Zomerspelen 1956
Frankrijk nam deel aan de Olympische Zomerspelen 1956 in Melbourne, Australië en Stockholm, Zweden (onderdelen paardensport). Ten opzichte van vier jaar eerder werden twee gouden en twee zilveren medailles minder gewonnen.

## Medailleoverzicht
| Sport         | Olympiër(s)                                                                                 | Onderdeel                | Medaille |
| ------------- | ------------------------------------------------------------------------------------------- | ------------------------ | -------- |
| Atletiek      | Alain Mimoun                                                                                | marathon (m)             | Goud     |
| Schermen      | Christian d'Oriola                                                                          | floret (m)               | Goud     |
| Wielersport   | Michel Rousseau                                                                             | sprint (m)               | Goud     |
| Wielersport   | Arnaud Geyre Maurice Moucheraud Michel Vermeulin                                            | wegwedstrijd team (m)    | Goud     |
| Kanovaren     | Georges Dransart Marcel Renaud                                                              | C-2 10000m (m)           | Zilver   |
| Schermen      | Bernard Baudoux Roger Closset René Coicaud Christian d'Oriola Jacques Lataste Claude Netter | floret team (m)          | Zilver   |
| Wielersport   | René Bianchi Jean Graczyk Jean-Claude Lecante Michel Vermeulin                              | ploegenachtervolging (m) | Zilver   |
| Wielersport   | Arnaud Geyre                                                                                | wegwedstrijd (m)         | Zilver   |
| Boksen        | René Libeer                                                                                 | -51kg (m)                | Brons    |
| Boksen        | Gilbert Chapron                                                                             | -75kg (m)                | Brons    |
| Gewichtheffen | Jean Debuf                                                                                  | -75kg (m)                | Brons    |
| Roeien        | Yves Delacour Guy Guillabert René Guissart Gaston Mercier                                   | vier-zonder (m)          | Brons    |
| Schermen      | Daniel Dagallier Yves Dreyfus Armand Mouyal Claude Nigon René Queyroux                      | degen team (m)           | Brons    |
| Schermen      | Renée Garilhe                                                                               | floret (v)               | Brons    |

## Resultaten per onderdeel

### Atletiek
| Olympiër                                                                    | Onderdeel                | Resultaat | Prestatie                                                                      |
| --------------------------------------------------------------------------- | ------------------------ | --------- | ------------------------------------------------------------------------------ |
| René Bonino                                                                 | 100m (m)                 | 15e       | serie 8: 2de in 10,96 kwartfinale 4: 5de in 10,96                              |
| Alain David                                                                 | 100m (m)                 | 45e       | serie 6: 4de in 11,24                                                          |
| Yves Camus                                                                  | 200m (m)                 | 44e       | serie 12: 3de in 22,37                                                         |
| Jean-Pierre Goudeau                                                         | 200m (m)                 | 34e       | serie 1: 5de in 22,13                                                          |
| Constantin Lissenko                                                         | 200m (m)                 | DNF       | serie 11: 1ste in 22,06 kwartfinale 2: niet gestart                            |
| Jacques Degats                                                              | 400m (m)                 | 21e       | serie 2: 2de in 48,32 kwartfinale 2: 5de in 48,79                              |
| Pierre Haarhoff                                                             | 400m (m)                 | 16e       | serie 6: 3de in 49,99 kwartfinale 3: 4de in 47,82                              |
| Jean-Paul Martin du Gard                                                    | 400m (m)                 | 20e       | serie 8: 3de in 48,39 kwartfinale 4: 6de in 48,37                              |
| Rene Dijan                                                                  | 800m (m)                 | 10e       | serie 5: 2de in 1.51,1 halve finale 2: 6de in 1.50,7                           |
| Michel Jazy                                                                 | 1500m (m)                | 18e       | serie 1: 7de in 3.49,95                                                        |
| Alain Mimoun                                                                | 10000m (m)               | 12e       | 30.18,0                                                                        |
| Jean-Claude Bernard                                                         | 110m horden (m)          | 10e       | serie 2: 3de in 14,88 kwartfinale 4: 5de in 10,96 halve finale 2: 6de in 14,78 |
| Edmond Roudnitska                                                           | 110m horden (m)          | 11e       | serie 1: 2de in 14,49 halve finale 1: 5de in 14,87                             |
| Guy Cury                                                                    | 400m horden (m)          | 7e        | serie 3: 2de in 51,6 halve finale 1: 4de in 51,5                               |
| Alexandre Yankoff                                                           | 400m horden (m)          | 18e       | serie 5: 4de in 53,1                                                           |
| René Bonino Alain David Jocelyn Delecourt Constantin Lissenko               | 4x100m (m)               | 9e        | serie 2: 2de in 40,99 halve finale 1: 4de in 41,37                             |
| Jacques Degats Jean-Paul Martin du Gard Jean-Pierre Goudeau Pierre Haarhoff | 4x400m (m)               | 10e       | serie 1: 3de in 3.11,76                                                        |
| Alain Mimoun                                                                | marathon (m)             | Goud      | 2:25.00                                                                        |
| Éric Battista                                                               | hink-stap-springen (m)   | 16e       | kwalificatie: 12de met 14,99m finale: 16de met 15,15m                          |
| Maurice Fournier                                                            | hoogspringen (m)         | 11e       | kwalificatie: 3de met 1,92m finale: 11de met 1,96m                             |
| Victor Sillon                                                               | polsstokhoogspringen (m) | DNF       | kwalificatie: geen geldige poging                                              |
| Raymond Thomas                                                              | kogelstoten (m)          | 14e       | kwalificatie: 12de met 15,42m finale: 14de met 15,31m                          |
| Pierre Alard                                                                | discuswerpen (m)         | 18e       | kwalificatie: 18de met 46,18m                                                  |
| Michel Macquet                                                              | speerwerpen (m)          | 7e        | kwalificatie: 7de met 71,23m finale: 7de met 71,84m                            |
| Léon Syrovatski                                                             | speerwerpen (m)          | 18e       | kwalificatie: 18de met 64,58m                                                  |
| Guy Husson                                                                  | kogelslingeren (m)       | 13e       | kwalificatie: 11de met 54,98m finale: 13de met 55,02m                          |
|                                                                             |                          |           |                                                                                |
| Catherine Capdevielle                                                       | 100m (v)                 | 12e       | serie 5: 2de in 11,7 halve finale 1: 6de in 12,4                               |
| Micheline Fluchot                                                           | 100m (v)                 | 26e       | serie 1: 4de in 12,4                                                           |
| Micheline Fluchot                                                           | 200m (v)                 | 15e       | serie 6: 4de in 24,9                                                           |
| Simone Henry                                                                | 200m (v)                 | 16e       | serie 5: 3de in 25,0                                                           |
| Marthe Lambert                                                              | 80m horden (v)           | 7e        | serie 4: 3de in 11,18 halve finale 1: 4de in 11,37                             |
| Angele Picado                                                               | 80m horden (v)           | 14e       | serie 3: 4de in 11,50                                                          |
| Catherine Capdeville Micheline Fluchot Simone Henry Angèle Picado           | 4x100m (v)               | 7e        | serie 1: 4de in 46,39                                                          |
| Marthe Lambert                                                              | verspringen (v)          | 5e        | kwalificatie: 8ste met 5,79m finale: 5de met 5,88m                             |

### Basketbal
| Olympiër | Onderdeel | Resultaat | Prestatie |
| --- | --------- | --------- | --- |
| André Schlupp Christian Baltzer Gérard Sturla Henri Grange Henri Rey Robert Monclar Jean-Paul Beugnot Maurice Buffière Roger Antoine Roger Haudegand Roger Veyron Yves Gominon | mannen    | 4e        | 1ste ronde groep B: 1ste W van Singapore: 81-54 W van Sovjet-Unie: 76-67 W van Canada: 79-62 kwartfinale groep A: 1ste W van Chili: 71-60 V van Filipijnen: 58-65 W van Uruguay: 66-62 halve finale: V van Sovjet-Unie: 49-56 bronzen finale: V van Uruguay: 62-71 |

| 1ste ronde Groep B |             |             |             |             |            |            |            |        |
| #                  | Land        | Wedstrijden | Wedstrijden | Wedstrijden | Doelpunten | Doelpunten | Doelpunten | Punten |
| #                  | Land        | G           | W           | V           | V          | T          | Saldo      | Punten |
| 1                  | Frankrijk   | 3           | 3           | 0           | 236        | 183        | +53        | 6      |
| 2                  | Sovjet-Unie | 3           | 2           | 1           | 255        | 177        | +78        | 5      |
| 3                  | Canada      | 3           | 1           | 2           | 206        | 234        | -28        | 4      |
| 4                  | Singapore   | 3           | 0           | 3           | 154        | 257        | -103       | 3      |

| Ronde      | Plaats      | Land  | Score     | Land |
| ---------- | ----------- | ----- | --------- | ---- |
| Groepsfase |             |       |           |      |
| Melbourne  | Singapore   | 54-81 | Frankrijk |      |
| Melbourne  | Sovjet-Unie | 67-76 | Frankrijk |      |
| Melbourne  | Frankrijk   | 79-62 | Canada    |      |

| Kwartfinale Groep A |            |             |             |             |        |        |        |        |
| #                   | Land       | Wedstrijden | Wedstrijden | Wedstrijden | Punten | Punten | Punten | Punten |
| #                   | Land       | G           | W           | V           | V      | T      | Saldo  | Punten |
| 1                   | Frankrijk  | 3           | 2           | 1           | 195    | 187    | +8     | 5      |
| 2                   | Uruguay    | 3           | 2           | 1           | 221    | 209    | +12    | 5      |
| 3                   | Chili      | 3           | 1           | 2           | 221    | 220    | +1     | 4      |
| 3                   | Filipijnen | 3           | 1           | 3           | 204    | 225    | -21    | 4      |

| Ronde          | Plaats     | Land  | Score       | Land |
| -------------- | ---------- | ----- | ----------- | ---- |
| Kwartfinale    |            |       |             |      |
| Melbourne      | Frankrijk  | 71-60 | Chili       |      |
| Melbourne      | Filipijnen | 65-58 | Frankrijk   |      |
| Melbourne      | Uruguay    | 62-66 | Frankrijk   |      |
| Halve finale   |            |       |             |      |
| Melbourne      | Frankrijk  | 49-56 | Sovjet-Unie |      |
| Bronzen finale |            |       |             |      |
| Melbourne      | Uruguay    | 71-62 | Frankrijk   |      |

### Boksen
| Olympiër         | Onderdeel   | Resultaat | Prestatie |
| ---------------- | ----------- | --------- | --- |
| René Libeer      | -51kg (m)   | Brons     | 1ste ronde: vrij 2de ronde: W van KOR Pyo: punten kwartfinale: W van JPN Yonekura: punten halve finale: V van GBR Spinks: punten |
| André de Souza   | -57kg (m)   | 5e        | 1ste ronde: vrij 2de ronde: W van THA Thayansilp: punten kwartfinale: V van URS Safronov: punten                                 |
| André Vairolatto | -60kg (m)   | 5e        | 1ste ronde: vrij 2de ronde: W van KOR Baek: knock-out kwartfinale: V van GBR McTaggart: punten                                   |
| Claude Saluden   | -63,5kg (m) | 5e        | 1ste ronde: vrij 2de ronde: W van IRL Perry: punten kwartfinale: V van URS Yengibaryan: punten                                   |
| Eugène Legrand   | -71kg (m)   | 9e        | 1ste ronde: V van ITA Scisciani: punten                                                                                          |
| Gilbert Chapron  | -75kg (m)   | Brons     | 1ste ronde: vrij kwartfinale: W van USA Rouse: punten halve finale: V van CHI Tapia: punten                                      |

### Gewichtheffen
| Olympiër       | Onderdeel   | Resultaat | Prestatie                                                                              |
| -------------- | ----------- | --------- | -------------------------------------------------------------------------------------- |
| Roger Gerber   | -67,5kg (m) | 15e       | drukken: 12de met 105kg trekken: 11de met 100kg stoten: 13de met 130kg totaal: 335kg   |
| Marcel Paterni | -82,5kg (m) | 7e        | drukken: 3de met 132,5kg trekken: 8ste met 115kg stoten: 7de met 147,5kg totaal: 395kg |
| Jean Debuf     | -90kg (m)   | Brons     | drukken: 5de met 130kg trekken: 3de met 127,5kg stoten: 2de met 167,5kg totaal: 425kg  |

### Kanovaren
| Olympiër                       | Onderdeel      | Resultaat | Prestatie                                     |
| ------------------------------ | -------------- | --------- | --------------------------------------------- |
| Georges Dransart Marcel Renaud | C-2 1000m (m)  | 4e        | serie 2: 3de in 5.07,2 finale: 4de in 4.57,7  |
| Georges Dransart Marcel Renaud | C-2 10000m (m) | Zilver    | 54.48,3                                       |
| Louis Gantois                  | K-1 1000m (m)  | 5e        | serie 2: 3de in 4.39,9 finale: 5de in 4.22,1  |
| Maurice Graffen Michel Meyer   | K-2 1000m (m)  | 5e        | serie 3: 3de in 4.09,7 finale: 5de in 3.58,3  |
| Maurice Graffen Michel Meyer   | K-2 10000m (m) | 9e        | 47.12,8                                       |
|                                |                |           |                                               |
| Eva Marion                     | K-1 500m (m)   | 8e        | serie 2: 4de in 2.29,4 finale: 8ste in 2.27,9 |

### Moderne vijfkamp
| Olympiër          | Onderdeel | Resultaat | Prestatie     |
| ----------------- | --------- | --------- | ------------- |
| Jean-Claude Hamel | mannen    | 33e       | 2885,5 punten |

### Roeien
| Olympiër | Onderdeel       | Resultaat | Prestatie                                                                                               |
| --- | --------------- | --------- | --- |
| René Guissart Yves Delacour Gaston Mercier Guy Guillabert                                                                             | vier-zonder (m) | Brons     | serie 1: 2de in 7.11,8 herkansingen: 1ste in 7.44,0 halve finale 1: 2de in 8.08,4 finale: 3de in 7.20,9 |
| Santé Marcuzzi Émile Clerc Richard Duc Maurice Bas Édouard Leguery Jean-Jacques Vignon Maurice Houdayer René Massiasse Jacques Vilcoq | acht (m)        | 10e       | serie 1: 3de in 6.13,0 herkansingen: 4de                                                                |

### Schermen
| Olympiër                                                                                    | Onderdeel       | Resultaat | Prestatie |
| ------------------------------------------------------------------------------------------- | --------------- | --------- | --- |
| Daniel Dagallier                                                                            | degen (m)       | 20e       | kwartfinale 4: 5de met 2 overwinningen                                                                                |
| Armand Mouyal                                                                               | degen (m)       | 10e       | kwartfinale 3: 1ste met 5 overwinningen halve finale 2: 5de met 3 overwinningen                                       |
| René Queyroux                                                                               | degen (m)       | 6e        | kwartfinale 2: 2de met 5 overwinningen halve finale 1: 1ste met 5 overwinningen finale: 6de met 3 overwinningen       |
| Daniel Dagallier Yves Dreyfus Armand Mouyal Claude Nigon René Queyroux                      | degen team (m)  | Brons     | 1ste ronde groep 3: 2de met 1 overwinning halve finale 2: 2de met 1 overwinning finale: 3de met 1 overwinning         |
| Christian d'Oriola                                                                          | floret (m)      | Goud      | 1ste ronde groep 4: 2de met 5 overwinningen halve finale 2: 1ste met 6 overwinningen finale: 1ste met 6 overwinningen |
| Jacques Lataste                                                                             | floret (m)      | 26e       | 1ste ronde groep 2: 7de met 2 overwinningen                                                                           |
| Claude Netter                                                                               | floret (m)      | 6e        | 1ste ronde groep 3: 1ste met 5 overwinningen halve finale 1: 1ste met 5 overwinningen finale: 6de met 3 overwinningen |
| Bernard Baudoux Roger Closset René Coicaud Christian d'Oriola Jacques Lataste Claude Netter | floret team (m) | Zilver    | 1ste ronde groep 1: 1ste met 1 overwinning halve finale 2: 2de met 1 overwinning finale: 2de met 2 overwinningen      |
| Claude Gamot                                                                                | sabel (m)       | 24e       | |
| Jacques Lefèvre                                                                             | sabel (m)       | 4e        | 1ste ronde groep 1: 3de met 3 overwinningen halve finale 1: 3de met 4 overwinningen finale: 4de met 4 overwinningen   |
| Jacques Roulot                                                                              | sabel (m)       | 12e       | 1ste ronde groep 3: 2de met 4 overwinningen halve finale 2: 6de met 2 overwinningen                                   |
| Claude Gamot Jacques Lefèvre Bernard Morel Jacques Roulot                                   | sabel team (m)  | 4e        | 1ste ronde groep 3: 2de met 1 overwinning halve finale 1: 1ste met 2 overwinningen finale: 4de met 0 overwinningen    |
|                                                                                             |                 |           | |
| Catherine Delbarre                                                                          | floret (v)      | 5e        | 1ste ronde groep 1: 4de met 3 overwinningen halve finale 2: 1ste met 4 overwinningen finale: 5de met 3 overwinningen  |
| Renée Garilhe                                                                               | floret (v)      | Brons     | 1ste ronde groep 3: 3de met 5 overwinningen halve finale 1: 3de met 3 overwinningen finale: 3de met 5 overwinningen   |
| Régine Veronnet                                                                             | floret (v)      | 20e       | 1ste ronde groep 2: 7de met 3 overwinningen                                                                           |

### Schietsport
| Olympiër                | Onderdeel                  | Resultaat | Prestatie                         |
| ----------------------- | -------------------------- | --------- | --------------------------------- |
| Jacques Mazoyer         | 50m geweer 3 houdingen (m) | 24e       | 1139 punten: (392-380-367)        |
| Maurice Racca           | 50m geweer 3 houdingen (m) | 28e       | 1126 punten: (392-375-359)        |
| Jacques Mazoyer         | 50m geweer liggend (m)     | 35e       | 591 punten: (97-97-99-98-100-100) |
| Maurice Racca           | 50m geweer liggend (m)     | 39e       | 589 punten: (97-98-97-99-100-98)  |
| Charles des Jammonières | 50m pistool (m)            | 20e       | 522 punten: (84-81-93-91-90-83)   |
| Charles des Jammonières | 25m snelvuurpistool (m)    | 27e       | 529 punten: (267-262)             |
| Robert Pignard          | trap (m)                   | 10e       | 176 punten                        |
| Michel Prévost          | trap (m)                   | 14e       | 171 punten                        |

### Schoonspringen
| Olympiër           | Onderdeel     | Resultaat | Prestatie                                                      |
| ------------------ | ------------- | --------- | -------------------------------------------------------------- |
| Christian Pire     | 3m plank (m)  | 14e       | voorronde: 14de met 74,33 punten                               |
|                    |               |           |                                                                |
| Nicolle Pellissard | 3m plank (v)  | 7e        | voorronde: 11de met 60,48 punten finale: 7de met 106,32 punten |
| Nicolle Pellissard | 10m toren (v) | 4e        | voorronde: 7de met 50,02 punten finale: 4de met 78,80 punten   |

### Turnen
| Olympiër             | Onderdeel                | Resultaat | Prestatie     |
| -------------------- | ------------------------ | --------- | ------------- |
| Raymond Dot          | brug (m)                 | 10e       | 18,80 punten  |
| Jean Guillou         | brug (m)                 | 28e       | 18,50 punten  |
| Michel Mathiot       | brug (m)                 | 44e       | 17,90 punten  |
| Raymond Dot          | paard voltige (m)        | 43e       | 17,80 punten  |
| Jean Guillou         | paard voltige (m)        | 38e       | 17,85 punten  |
| Michel Mathiot       | paard voltige (m)        | 28e       | 18,20 punten  |
| Raymond Dot          | rekstok (m)              | 28e       | 18,40 punten  |
| Jean Guillou         | rekstok (m)              | 41e       | 17,95 punten  |
| Michel Mathiot       | rekstok (m)              | 28e       | 18,40 punten  |
| Raymond Dot          | ringen (m)               | 36e       | 17,45 punten  |
| Jean Guillou         | ringen (m)               | 46e       | 16,60 punten  |
| Michel Mathiot       | ringen (m)               | 41e       | 17,00 punten  |
| Raymond Dot          | sprong (m)               | 36e       | 18,25 punten  |
| Jean Guillou         | sprong (m)               | 50e       | 17,90 punten  |
| Michel Mathiot       | sprong (m)               | 50e       | 17,90 punten  |
| Raymond Dot          | vloer (m)                | 47e       | 17,70 punten  |
| Jean Guillou         | vloer (m)                | 44e       | 17,85 punten  |
| Michel Mathiot       | vloer (m)                | 33e       | 18,15 punten  |
| Raymond Dot          | individuele meerkamp (m) | 32e       | 108,40 punten |
| Jean Guillou         | individuele meerkamp (m) | 46e       | 106,65 punten |
| Michel Mathiot       | individuele meerkamp (m) | 40e       | 107,55 punten |
|                      |                          |           |               |
| Danièle Sicot-Coulon | balk (v)                 | 25e       | 17,900 punten |
| Jacqueline Dieudonné | brug (v)                 | 65e       | 8,266 punten  |
| Danièle Sicot-Coulon | brug (v)                 | 35e       | 17,766 punten |
| Danièle Sicot-Coulon | sprong (v)               | 55e       | 17,400 punten |
| Danièle Sicot-Coulon | vloer (v)                | 47e       | 17,733 punten |
| Jacqueline Dieudonné | individuele meerkamp (v) | 65e       | 8,266 punten  |
| Danièle Sicot-Coulon | individuele meerkamp (v) | 41e       | 70,800 punten |

### Wielersport
| Olympiër                                                       | Onderdeel                | Resultaat | Prestatie |
| Baan                                                           | Baan                     | Baan      | Baan |
| -------------------------------------------------------------- | ------------------------ | --------- | --- |
| Michel Rousseau                                                | sprint (m)               | 4e        | serie 2: 1ste in 11,6 kwartfinale: W van RSA Shardelow: 2-0 halve finale: W van NZL Johnston: 2-0 finale: W van ITA Pesenti: 2-0                  |
| Renzo Colzi                                                    | tijdrit (m)              | 16e       | 1.15,1 |
| André Gruchet Robert Vidal                                     | tandem (m)               | 5e        | serie 1: 1ste in 11,2 kwartfinale: V van GBR Thompson/Brotherton: op 1 lengte                                                                     |
| Jean Graczyk Jean-Claude Lecante Michel Vermeulin René Bianchi | ploegenachtervolging (m) | Zilver    | serie 6: W van Australië: gedubbeld kwartfinale: W van Nieuw-Zeeland: 4.44,0 halve finale: W van Zuid-Afrika: 4.39,0 finale: V van Italië: 4.39,4 |
| Weg                                                            |                          |           | |
| René Abadie                                                    | wegwedstrijd (m)         | 27e       | 5:27.28 |
| Arnaud Geyre                                                   | wegwedstrijd (m)         | Zilver    | 5:23.16 |
| Maurice Moucheraud                                             | wegwedstrijd (m)         | 8e        | 5:23.40 |
| Michel Vermeulin                                               | wegwedstrijd (m)         | 12e       | 5:23.40 |
| René Abadie Arnaud Geyre Maurice Moucheraud Michel Vermeulin   | wegwedstrijd team (m)    | Goud      | 22 punten |

### Worstelen
| Olympiër       | Onderdeel   | Resultaat   | Prestatie                                                                                                 |
| Vrije stijl    | Vrije stijl | Vrije stijl | Vrije stijl                                                                                               |
| -------------- | ----------- | ----------- | --- |
| André Zoete    | -52kg (m)   | 5e          | 1ste ronde: W van AUS Flannery 2de ronde: V van TUR Akbas 3de ronde: V van JPN Asai: 0-3                  |
| Roger Bielle   | -67kg (m)   | 11e         | 1ste ronde: W van FIN Hakkarainen: 2-1 2de ronde: V van ITA Nizzola: 1-2 3de ronde: V van IRI Habibi: 0-3 |
| Grieks-Romeins |             |             | |
| André Zoete    | -52kg (m)   | 11e         | 1ste ronde: V van USA Wilson: 0-3 2de ronde: V van URS Solovyov                                           |
| Roger Bielle   | -62kg (m)   | 8e          | 1ste ronde: V van SWE Hakansson: 0-3 2de ronde: V van FIN Mäkinen: 1-2                                    |

### Zeilen
| Olympiër                                             | Onderdeel           | Resultaat | Prestatie                         |
| ---------------------------------------------------- | ------------------- | --------- | --------------------------------- |
| Didier Poissant                                      | finn                | 13e       | 2555 punten: (11-7-4-13-12-15-16) |
| Roger Tiriau Claude Flahault                         | sharpie 12m² klasse | 8e        | 2058 punten: (6-8-6-DNF-9-11-6)   |
| Philippe Chancerel Michel Parent                     | star                | 5e        | 3126 punten: (5-3-4-5-5-DNF-6)    |
| Albert Cadot Jean-Jacques Herbulot Dominique Perroud | 5,5m klasse         | 6e        | 1779 punten: (10-6-DSQ-8-7-4-5)   |

### Zwemmen
| Olympiër                                                        | Onderdeel             | Resultaat | Prestatie                                                                    |
| --------------------------------------------------------------- | --------------------- | --------- | ---------------------------------------------------------------------------- |
| Aldo Eminente                                                   | 100m vrije slag (m)   | 8e        | serie 2: 2de in 58,0 halve finale 1: 4de in 58,0 finale: 8ste in 58,1        |
| Alex Jany                                                       | 100m vrije slag (m)   | 28e       | serie 4: 6de in 1.00,2                                                       |
| Jean Boiteux                                                    | 400m vrije slag (m)   | 9e        | serie 4: 2de in 4.37,9                                                       |
| Jacques Collignon                                               | 400m vrije slag (m)   | 25e       | serie 5: 5de in 4.49,3                                                       |
| Guy Montserrat                                                  | 400m vrije slag (m)   | 29e       | serie 3: 5de in 4.52,6                                                       |
| Jean Boiteux                                                    | 1500m vrije slag (m)  | 6e        | serie 4: 2de in 18.46,6 finale: 6de in 18.38,3                               |
| Jacques Collignon                                               | 1500m vrije slag (m)  | 12e       | serie 3: 3de in 19.10,8                                                      |
| Guy Montserrat                                                  | 1500m vrije slag (m)  | 14e       | serie 1: 4de in 19.17,4                                                      |
| Gilbert Bozon                                                   | 100m rugslag (m)      | 9e        | serie 2: 3de in 1.06,4 halve finale 2: 5de in 1.06,5                         |
| Robert Christophe                                               | 100m rugslag (m)      | 4e        | serie 1: 1ste in 1.04,2 halve finale 2: 1ste in 1.04,6 finale: 4de in 1.04,9 |
| Gérard Coignot                                                  | 100m rugslag (m)      | 17e       | serie 4: 5de in 1.07,5                                                       |
| Hugues Broussard                                                | 200m schoolslag (m)   | DSQ       | serie 3: 3de in 2.43,0 finale: gediskwalificeerd                             |
| René Pirolley                                                   | 200m vlinderslag (m)  | 9e        | serie 1: 4de in 2.30,1                                                       |
| Aldo Eminente Jacques Collignon Alex Jany Jean Boiteux          | 4x200m vrije slag (m) | 9e        | serie 2: 4de in 8.56,5                                                       |
| Héda Frost                                                      | 100m vrije slag (v)   | 23e       | serie 3: 4de in 1.08,8                                                       |
| Ginette Jany-Sendral                                            | 100m vrije slag (v)   | 29e       | serie 5: 6de in 1.09,9                                                       |
| Odile Vouaux                                                    | 100m vrije slag (v)   | 22e       | serie 2: 4de in 1.08,6                                                       |
| Héda Frost                                                      | 400m vrije slag (v)   | 7e        | serie 1: 2de in 5.14,4 finale: 7de in 5.15,4                                 |
| Viviane Gouverneur                                              | 400m vrije slag (v)   | 24e       | serie 2: 6de in 5.29,7                                                       |
| Colette Thomas                                                  | 400m vrije slag (v)   | 17e       | serie 3: 5de in 5.23,9                                                       |
| Ginette Jany-Sendral                                            | 100m rugslag (v)      | 21e       | serie 1: 8ste in 1.19,1                                                      |
| Odette Lusien-Casteur                                           | 100m vlinderslag (v)  | 12e       | serie 2: 7de in 1.19,8                                                       |
| Odile Vouaux Viviane Gouverneur Ginette Jany-Sendral Héda Frost | 4x100m vrije slag (v) | 10e       | serie 1: 5de in 4.36,6                                                       |

Afghanistan · Argentinië · Australië · Bahama's · België · Bermuda · Birma · Brazilië · Brits-Guiana · Bulgarije · Cambodja* · Canada · Ceylon · Chili · Colombia · Cuba · Denemarken · Duits eenheidsteam · Egypte* · Ethiopië · Fiji · Filipijnen · Finland · Frankrijk · Griekenland · Groot-Brittannië · Hongarije · Hongkong · Ierland · IJsland · India · Indonesië · Iran · Israël · Italië · Jamaica · Japan · Joegoslavië · Kenia · Liberia · Luxemburg · Malakka · Mexico · Nederland* · Nieuw-Zeeland · Nigeria · Noord-Borneo · Noorwegen · Oeganda · Oostenrijk · Pakistan · Peru · Polen · Portugal · Puerto Rico · Roemenië · Singapore · Sovjet-Unie · Spanje* · Taiwan · Thailand · Trinidad en Tobago · Tsjecho-Slowakije · Turkije · Uruguay · Venezuela · Verenigde Staten · Vietnam · Zuid-Afrika · Zuid-Korea · Zweden · Zwitserland*

*alleen deelgenomen in Stockholm